# Michael Stapleton
Michael Stapleton (Dublino, 1747 – Dublino, 8 agosto 1801) è stato un architetto irlandese, considerato uno dei più abili decoratori a stucco nello stile neoclassico - o "Adam" - che ha dominato il gusto della decorazione di interni nei decenni finali del XVIII secolo..

## Vita
Stapleton nacque a Dublino figlio di George, che fu probabilmente uno stuccatore. Sposò Frances Todderick, figlia di un commerciante di legname di Dublino, nel 1774. Vissero per alcuni anni in Camden Street, al n. 51, all'incirca fino al 1781. In quanto cattolico, non poté divenire membro di una Gilda (la legge che lo impediva venne abrogata solo nel 1793). Nel 1784 è all'opera a Trinity College, dove sarebbero apparsi alcuni dei suoi più eccezionali contributi alla decorazione a stucco. Stapleton ebbe quattro figli: Robert, che morì giovane; George, che continuò gli affari di famiglia dopo la mmorte del padre; Margaret, che sposò un lapicida di nome John Taylor; e Mary.